# Royal Institute of British Architects

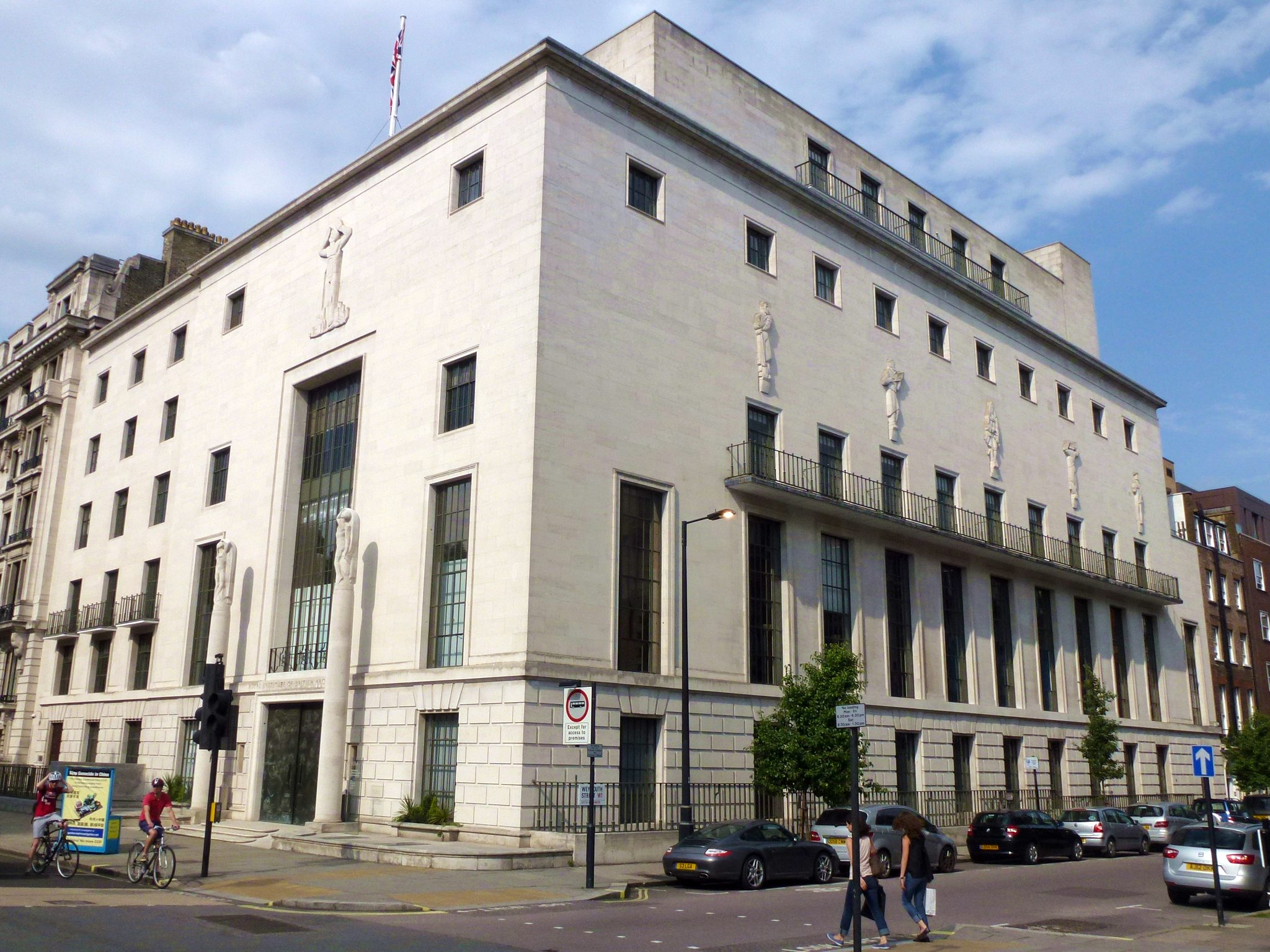
RIBA, London, im August 2012

Das Royal Institute of British Architects (kurz RIBA, deutsch Königliches Institut Britischer Architekten) ist eine Standesvertretung britischer Architekten mit Sitz in London. Es ist vergleichbar mit den deutschen Architektenkammern. Das RIBA hat weltweit mehr als 53.000 Mitglieder. Zugelassene Architekten dürfen den Namenszusatz RIBA verwenden, ehemalige Fellows tragen den Titel FRIBA.

## Geschichte
Gegründet wurde die Einrichtung 1834 unter dem Namen Institute of British Architects in London. Gründungsmitglieder waren bekannte Architekten wie Philip Hardwick, Thomas Allom, William Donthorne, Thomas Leverton Donaldson und John Buonarotti Papworth. 1837 wurde das Institut als Royal Charter anerkannt und bekam die Bezeichnung Royal Institute of British Architects in London. Seit 1848 wird jährlich die Royal Gold Medal verliehen. 1892 wurde schließlich die Referenz zu London aus dem Namen entfernt.